# Evile
Evile este o formație britanică de heavy metal/thrash metal, înființată în Huddersfield, West Yorkshire, Anglia, în 2004, de către chitaristul principal și vocalistul Ol Drake.